# El Annasser (quartier)
Pour les articles homonymes, voir El Anasser.

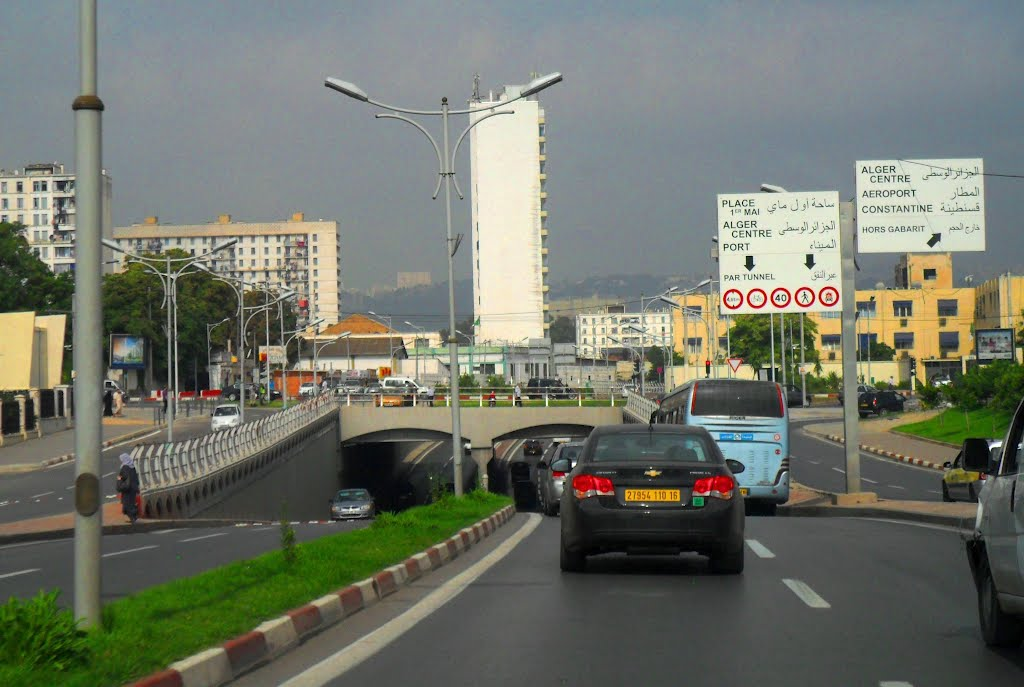
Trémie du chemin Fernane Hannafi à Ruisseau.

El Annasser ou Ruisseau lors de l'époque coloniale, est un quartier situé au croisement des communes de Belouizdad, d'Hussein Dey et de Kouba, faisant partie de l'agglomération de la ville d'Alger.
Ancien quartier de friches industrielles de la proche banlieue, il est en train d'être rénové autour d'une grande station de transport multimodale autour de la station de métro Les Fusillés.
Elle est traversée par deux grands axes, le chemin des fusillés du 17 mai 1957 (anciennement rue Polignac) et le chemin Fernane-Hanafi (anciennement Vauban).
On y trouve les anciens abattoirs d'Alger mais aussi la nouvelle cour de justice. Il y est projeté d'y construire les nouveaux sièges de l'Assemblée populaire nationale ainsi que le Conseil de la nation afin d'en faire un nouveau quartier administratif.

## Géographie

### Situation
Le quartier Ruisseau se situe à environ 5,5 km au sud-est d'Alger-Centre ancien.
| Belouizdad | Rue Hassiba Ben Bouali | Boulevard ALN |
| Belouizdad | El Annasser            | Hussein Dey   |
| Belouizdad | El Madania             | Hussein Dey   |

## Voies de communication et transports

### Réseau routier
Le quartier Ruisseau est desservi par plusieurs routes nationales:
- Route nationale 11 : RN11 (Route d'Oran).
- Rocade Nord d'Alger.

### Métro d'Alger
Il est desservi par deux stations de la première ligne du métro d'Alger : la station Jardin d'essai et la station les fusillés.

### Tramway d'Alger
Le quartier est desservi par le tramway d'Alger par deux arrêts : l'arrêt Ruisseau (Terminus) et l'rrêt Les fusillés.

### Transports en commun
Un téléphérique relie le quartier d'El Annasser aux hauteurs de la ville d'Alger : 
- le téléphérique du Mémorial :  Jardin d'Essai → Mémorial du martyr.

Le terminal de bus du Ruisseau est desservi par les bus de l'Entreprise de transport urbain et suburbain d'Alger.
Une station de taxi est présente aux abords du quartier : la station Les fusillés.

## Toponymie
Le nom tient son nom de l'Oued Kniss, un cours d'eau qui traversait le ravin de la femme sauvage et qui s'y déversait autrefois.

Le quartier de Ruisseau
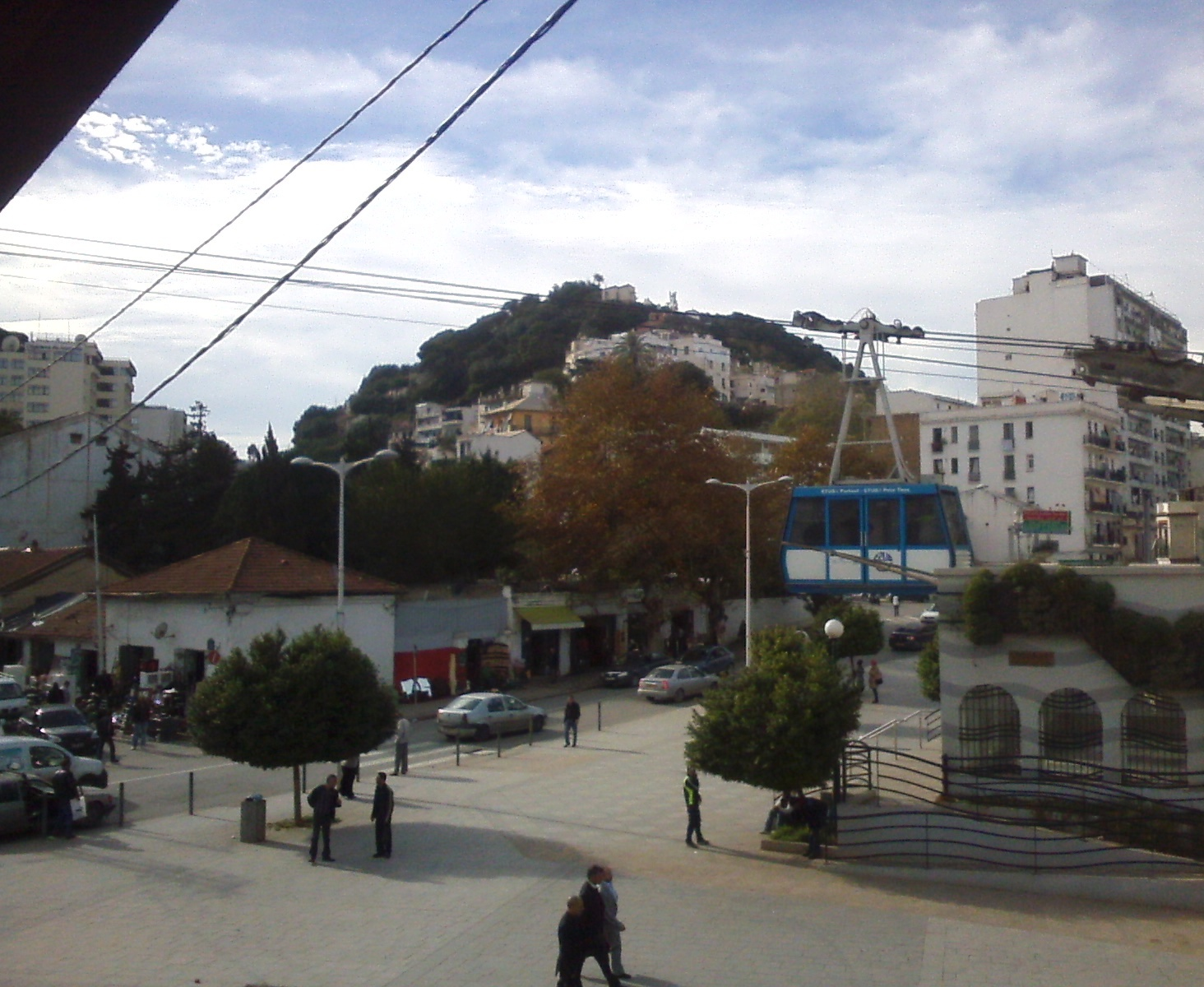
Vue sur le lieu-dit Oued Kniss et la ligne du téléphérique du Palais de la Culture
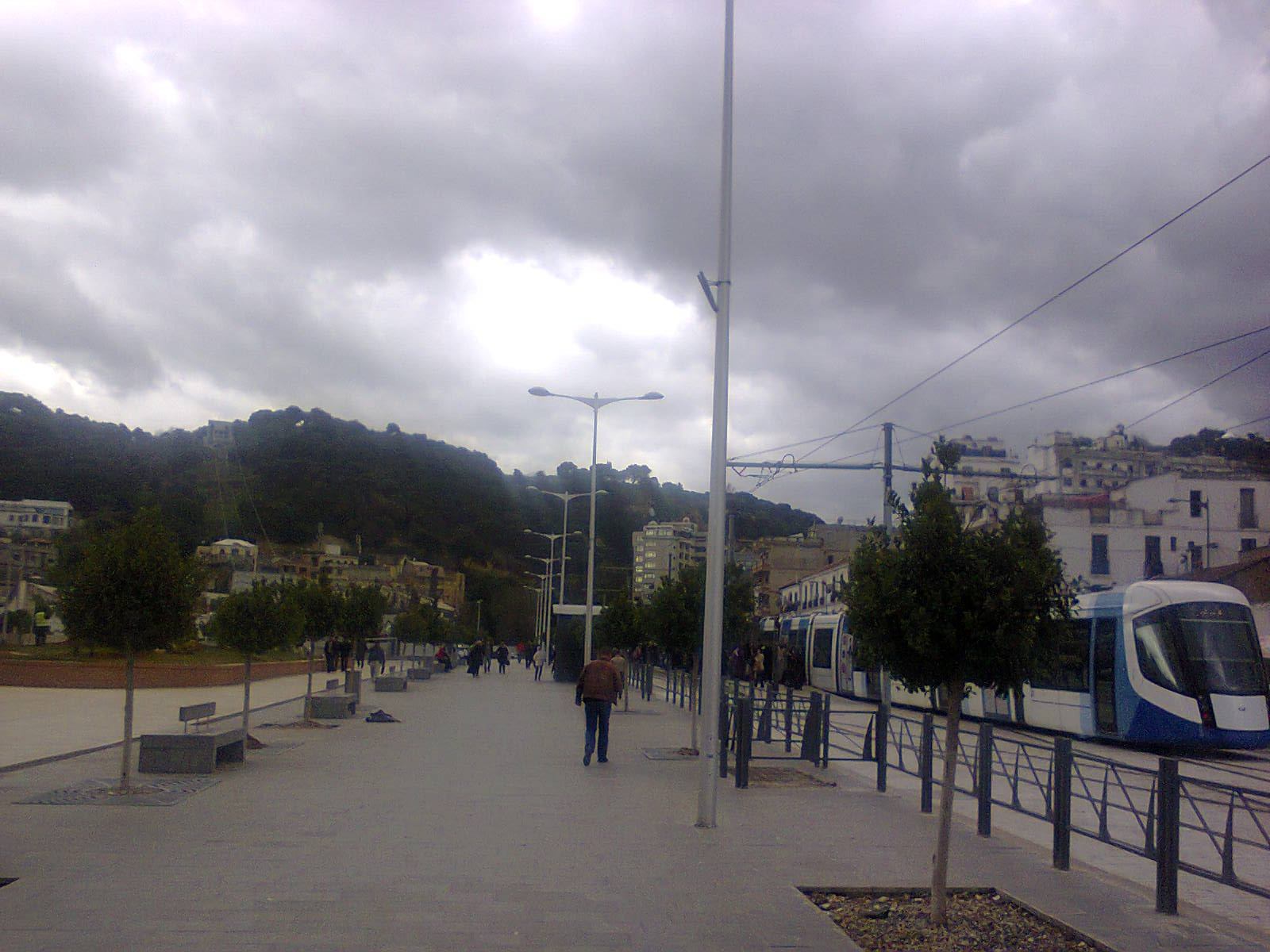
Rue de Les Fusillés et le Tramway d'Alger.
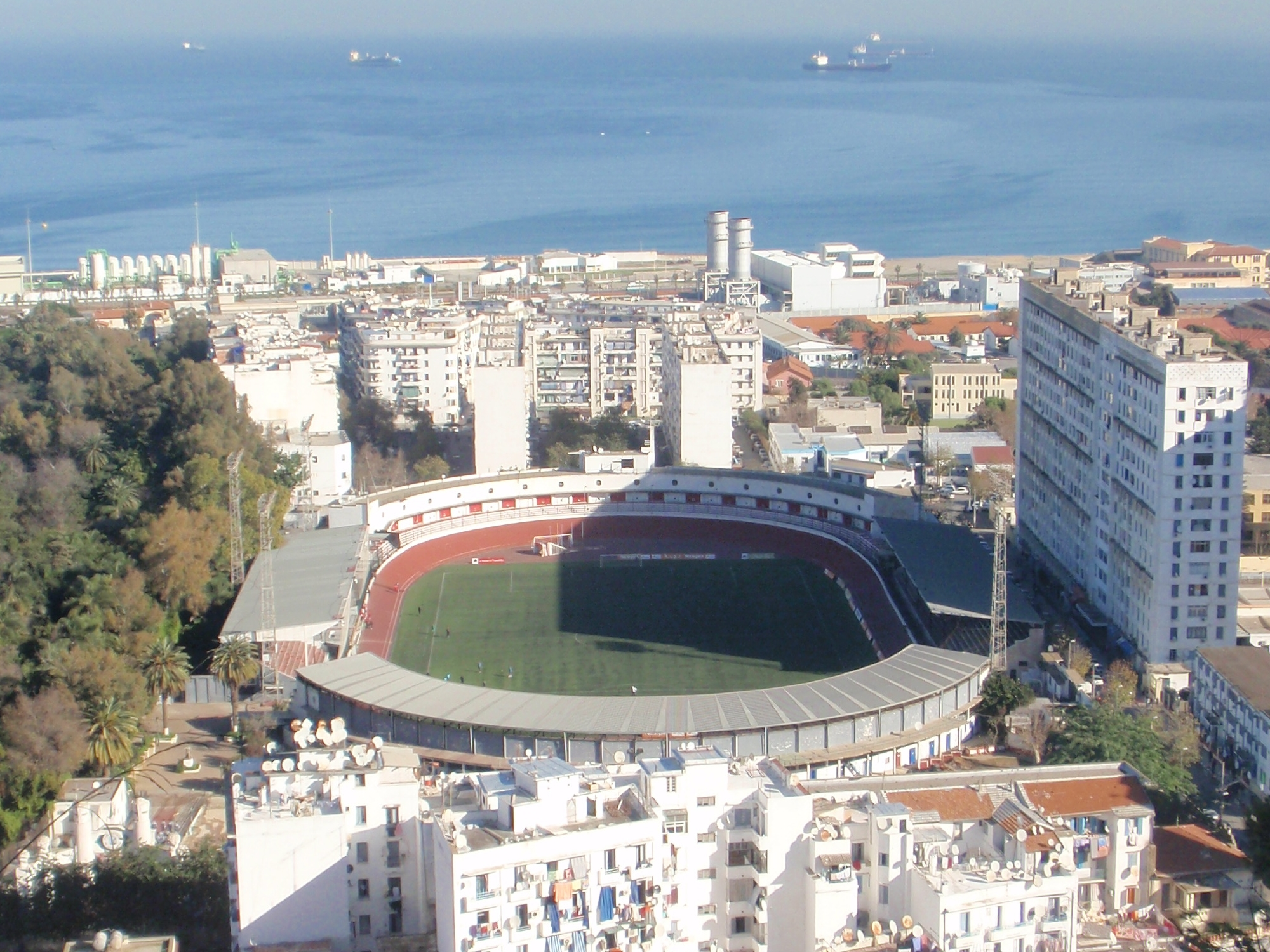
Stade du 20 août 1955